# Петри, Эгон
Э́гон Пе́три (нидерл. Egon Petri, 1881—1962) — выдающийся пианист, исполнитель классической музыки, педагог. Друг, последователь и единомышленник Ферруччо Бузони. Непревзойдённый исполнитель произведений Ференца Листа. Учитель Джона Огдона и Эрла Уайлда. В 1923 году стал первым зарубежным пианистом, гастролировавшим в Советском Союзе.

## Биография
Семья Петри имела голландское происхождение, но родился он в Ганновере в Германии, а воспитывался в Дрездене. Отец Эгона, Генри Вильгельм Петри, был известным скрипачом и большим любителем квартетной музыки. У него часто собирались друзья и вместе музицировали, причем руководил ими он сам, так как был отличным знатоком квартетного искусства. Весь строй жизни в доме Петри побуждал ребёнка заниматься музыкой. С пяти лет Эгон уже начал играть на скрипке, а с семи лет — на фортепиано. Под руководством отца он начал играть в квартете, одновременно поражая близких и родных своими феноменальными успехами в игре на фортепиано.
Важнейшим событием в жизни Эгона явилось его знакомство со знаменитым пианистом Ферруччо Бузони, у которого он и стал учиться, когда приехал в Германию. Вскоре ученик удостоился чести выступать с учителем в фортепианных дуэтах, а затем и участвовать совместно с ним в редактировании 25-томного издания клавирных произведений И. С. Баха; редакции Петри до сих пор не потеряли своего значения. Благодаря Бузони, Петри целиком сосредоточился на работах Баха и Листа — композиторов, которые, наряду с самим Бузони, оставались до конца дней в центре его репертуара. Также зарекомендовал себя превосходным исполнителем произведений Бетховена и Брамса.
С началом Первой мировой войны Петри переехал с Бузони в Швейцарию, где помогал ему в редактировании произведений Баха. В 1920-х Петри преподавал в Берлинской Высшей школе музыки; среди наиболее известных его учеников — Виктор Борге. В 1927 году много времени провел в Закопане (Польша), где занимался с одаренными студентами. С 1929 года начал записываться (в студии «Колумбия»).
Незадолго до начала Второй мировой войны Петри переехал в Соединенные Штаты, где начал работать в Корнуэльском Университете. Концертировал в различных странах Европы и Америки. Его выступления повсеместно вызывали восторженные отклики прессы. Преподавал в различных учебных заведениях Англии, Германии, Польши, Швейцарии, США, продолжая вместе с тем концертную деятельность.

## Значение
Петри обладал мощной фортепианной техникой, особенно пальцевой, и плотным полнозвучным туше. Игра его отличалась отсутствием внешней эффектности, тонким воспроизведением всех голосов полифонической ткани.